# إدغار زياس
إدغار زياس (بالإسبانية: Edgar Zayas)‏ هو لاعب إسكواش مكسيكي، ولد في 24 فبراير 1995 في بلدية كيريتارو ‏ في المكسيك.

## وصلات خارجية
- إدغار زياس على موقع الاتحاد الدولي لمحترفي الاسكواش (مؤرشف) (الإنجليزية)
- إدغار زياس على موقع SquashInfo.com (الإنجليزية)